# 로티 윌리엄스

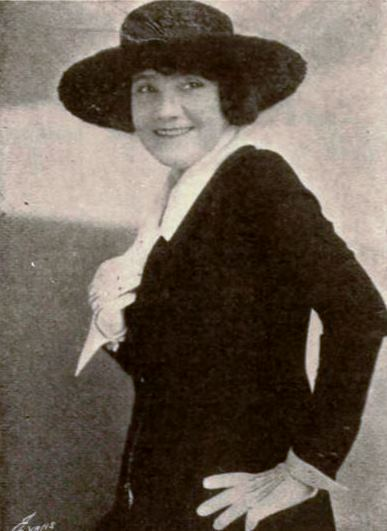

로티 윌리엄스(Lottie Williams, 1874년 1월 20일 ~ 1962년 11월 16일)는 미국의 배우, 영화배우이다.
인디애나폴리스에서 태어났으며 로스앤젤레스에서 사망하였다.

## 영화
- 밤에서 밤으로 (1949년)
- 준 브라이드 (1948년) - 우디 역
- 투 더 빅터 (1948년)
- 투 가이스 프럼 밀워키 (1946년)
- 엣지 오브 다크니스 (1943년)
- 올웨이스 인 마이 하트 (1942년)
- 다크 빅토리 (1939년)
- 포효하는 20년대 (1939년)
- 잠수함 D-1 (1937년)
- 더 그레이트 오맬리 (1937년)
- 원더 바 (1934년)